# Topobea longiloba
Topobea longiloba är en tvåhjärtbladig växtart som beskrevs av John Julius Wurdack. Topobea longiloba ingår i släktet Topobea och familjen Melastomataceae. Inga underarter finns listade i Catalogue of Life.